# (19384) Winton
(19384) Winton (1998 CP1) – planetoida z grupy pasa głównego asteroid okrążająca Słońce w ciągu 3,27 lat w średniej odległości 2,2 j.a. Odkryta 6 lutego 1998 roku przez małżeństwo czeskich astronomów i nazwana na cześć Nicholasa Wintona.